# Lilija Nurutdinovová
Lilija Nurutdinovová (rusky Лилия Фоатовна Нурутдинова) (* 20. září 1963 Naberežnyje Čelny) je bývalá ruská atletka, mistryně světa v běhu na 800 metrů z roku 1991.
Na mistrovství Evropy v roce 1990 získala bronzovou medaili v běhu na 800 metrů, o rok později na světovém šampionátu v Tokiu v této disciplíně zvítězila. Na olympiádě v Barceloně v roce 1992 byla členkou vítězné štafety na 4 × 400 metrů (startovala v rozběhu) a skončila druhá v závodě osmistovkařek. Osobní rekord v běhu na 400 metrů 51,34 pochází z roku 1992, stejně tak její nejlepší výkon v běhu na 800 metrů 1:55,99.